# Городище (Ступинский район)
Городище — деревня в Ступинском районе Московской области в составе Городского поселения Ступино (до 2006 года была центром Городищенского сельского округа). На 2016 год в Городище 10 улиц, гск и 3 садовых товарищества. Деревня связана автобусным сообщением с соседними населёнными пунктами. На месте деревни находился средневековый город Кашира, впервые упомянутый в 1356 году. Нынешнее городище Старая Кашира, примыкающее к селу, является остатками дерево-земляной крепости, основанной здесь в 1531 году. После разорений Смутного времени в 1618 году Кашира была перенесена на другой берег Оки (отсюда название деревни: городище — место, где был город).

## Население
| 2002 | 2006  | 2010  |
| ---- | ----- | ----- |
| 1247 | ↘1187 | ↗1256 |

Городище расположено на крайнем юго-востоке района, у границы с Городским округом Кашира, на левом берегу реки Каширка, в 1 км от впадения в Оку, высота центра деревни над уровнем моря — 136 м. Ближайшие населённые пункты: Старая Кашира на западе, через реку Каширка, Батайки в 2 км на северо-восток и город Кашира — на юге, за Окой.